# Ewangelicko-Luterański Kościół Łotwy

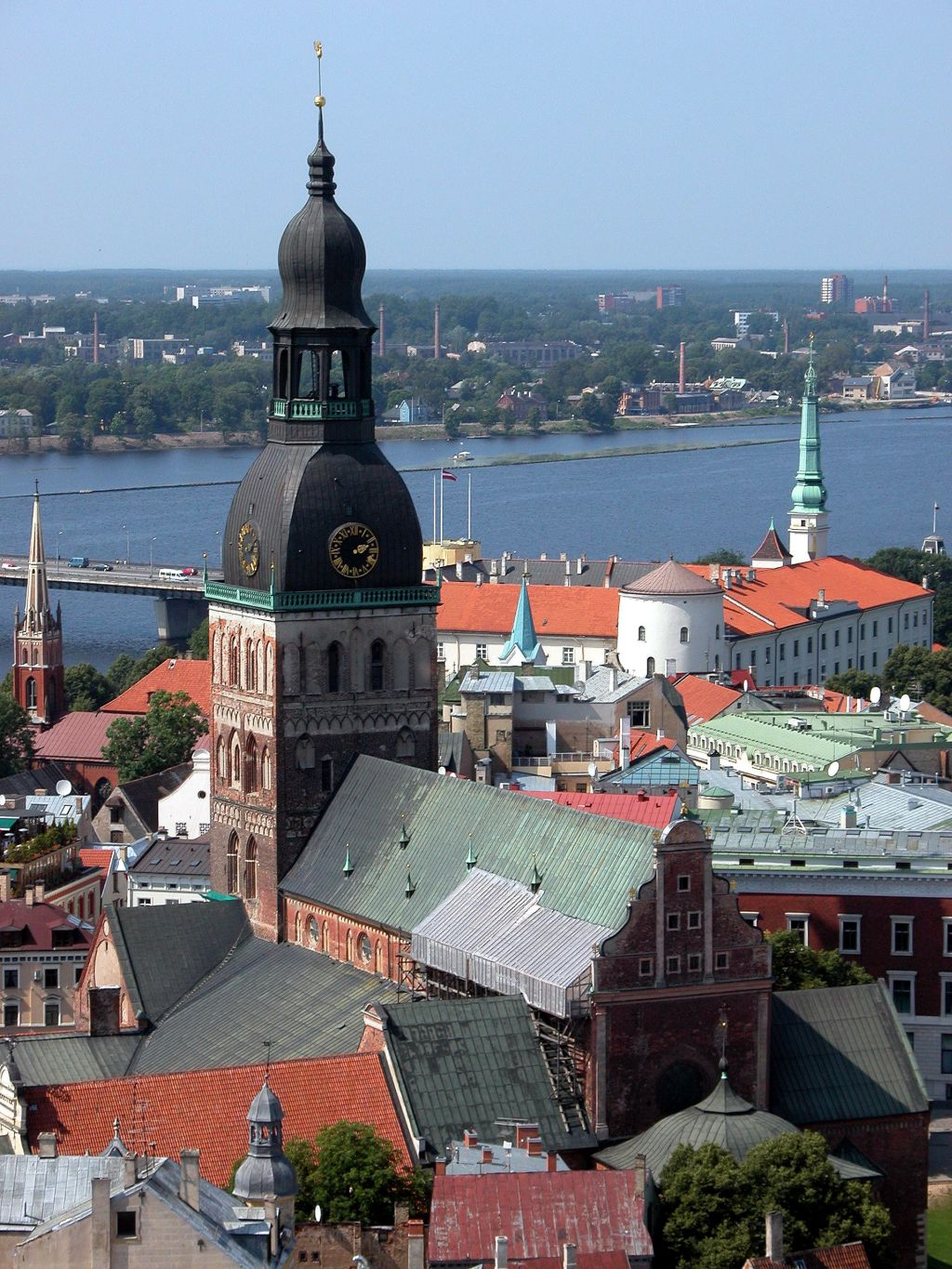
Katedra w Rydze

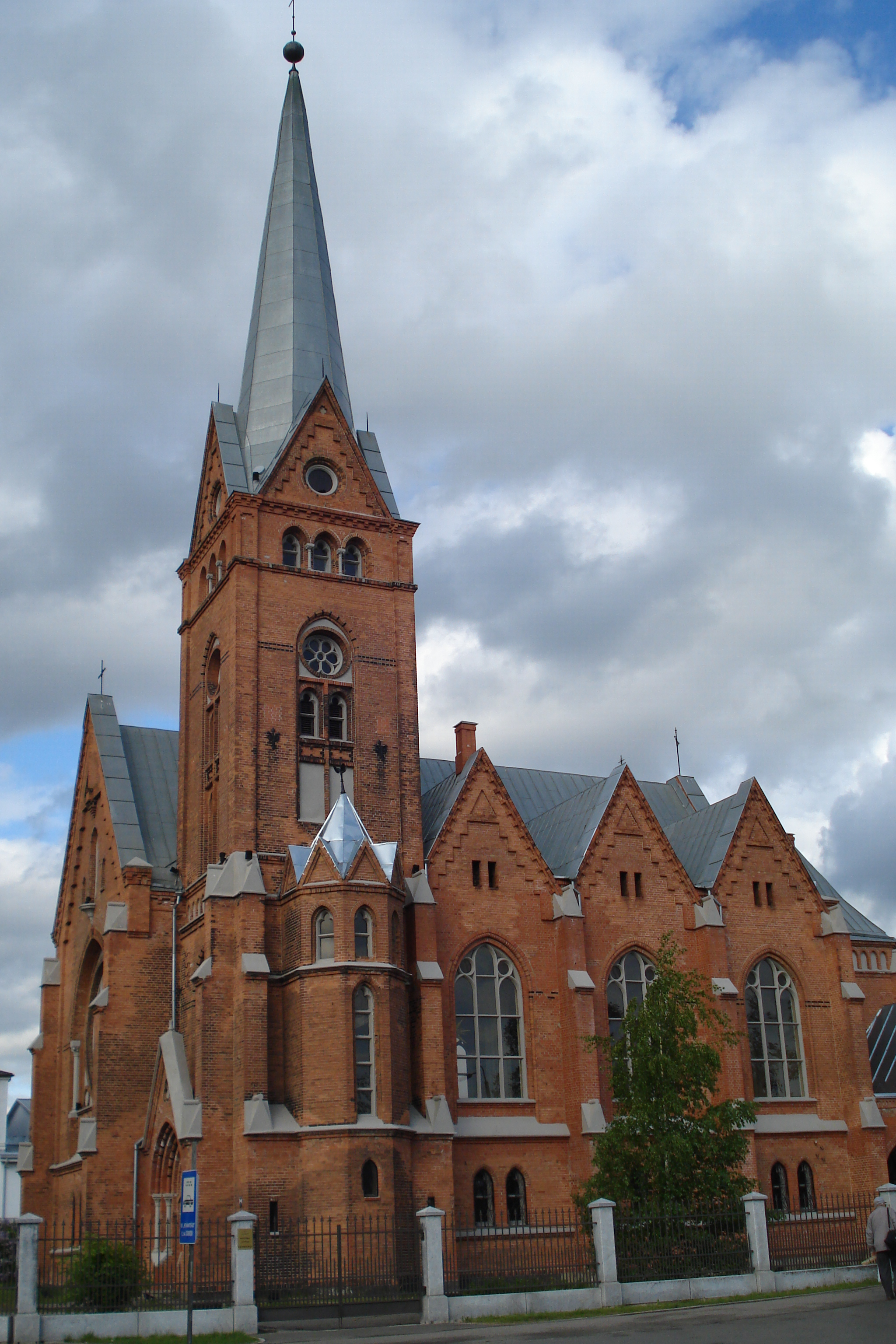
Katedra Marcina Lutra w Dyneburgu

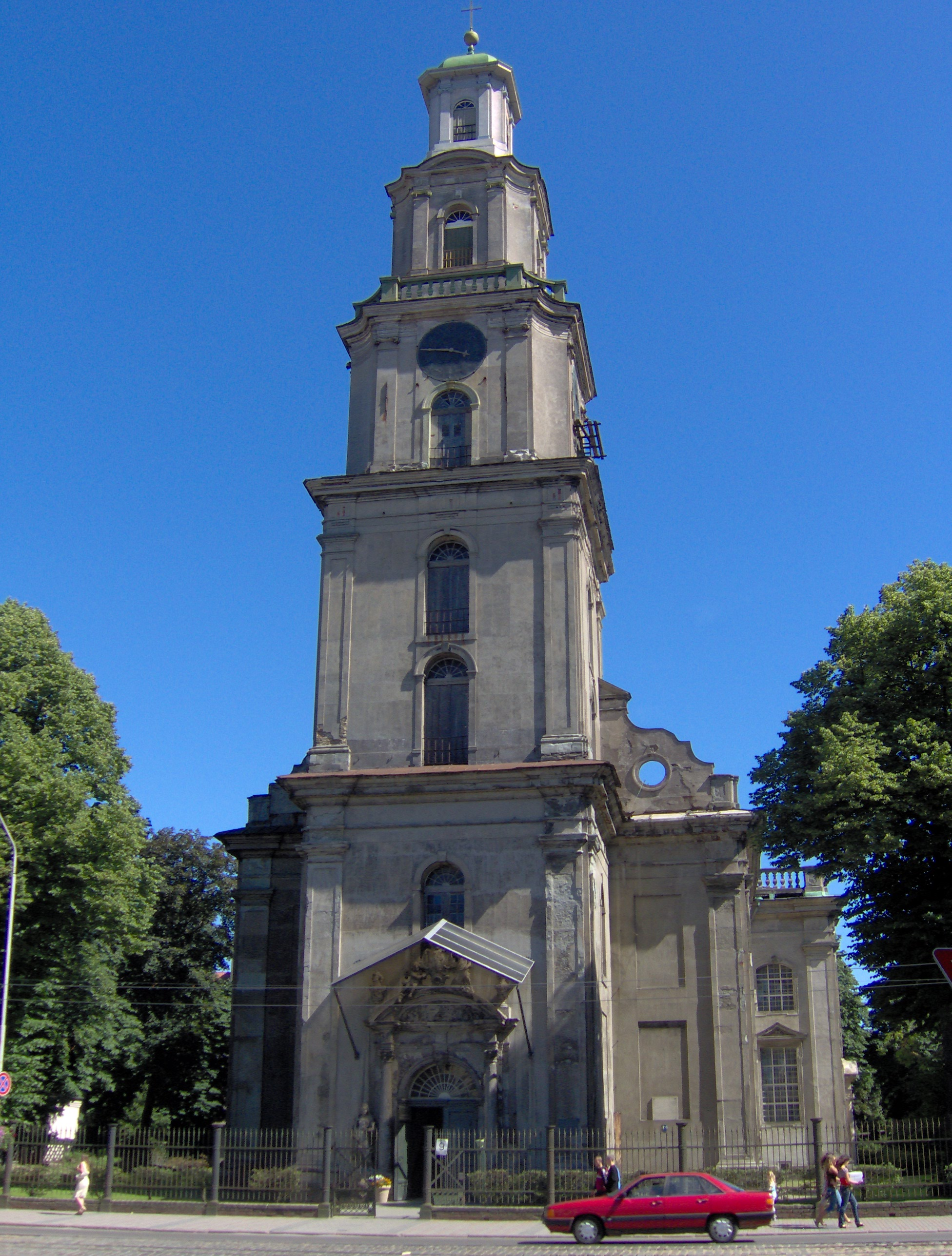
Katedra św. Trójcy w Lipawie

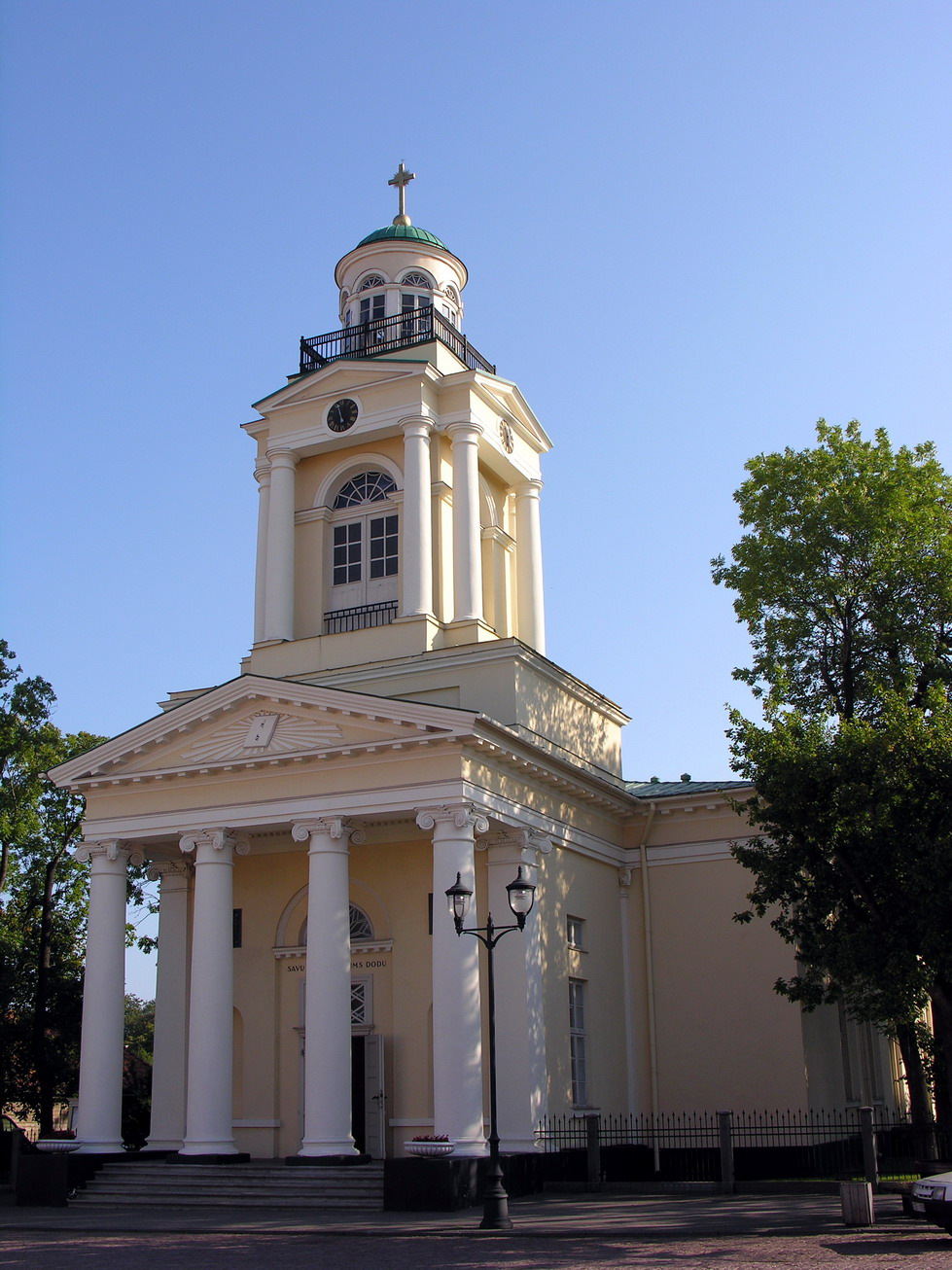
Kościół św. Mikołaja w Windawie

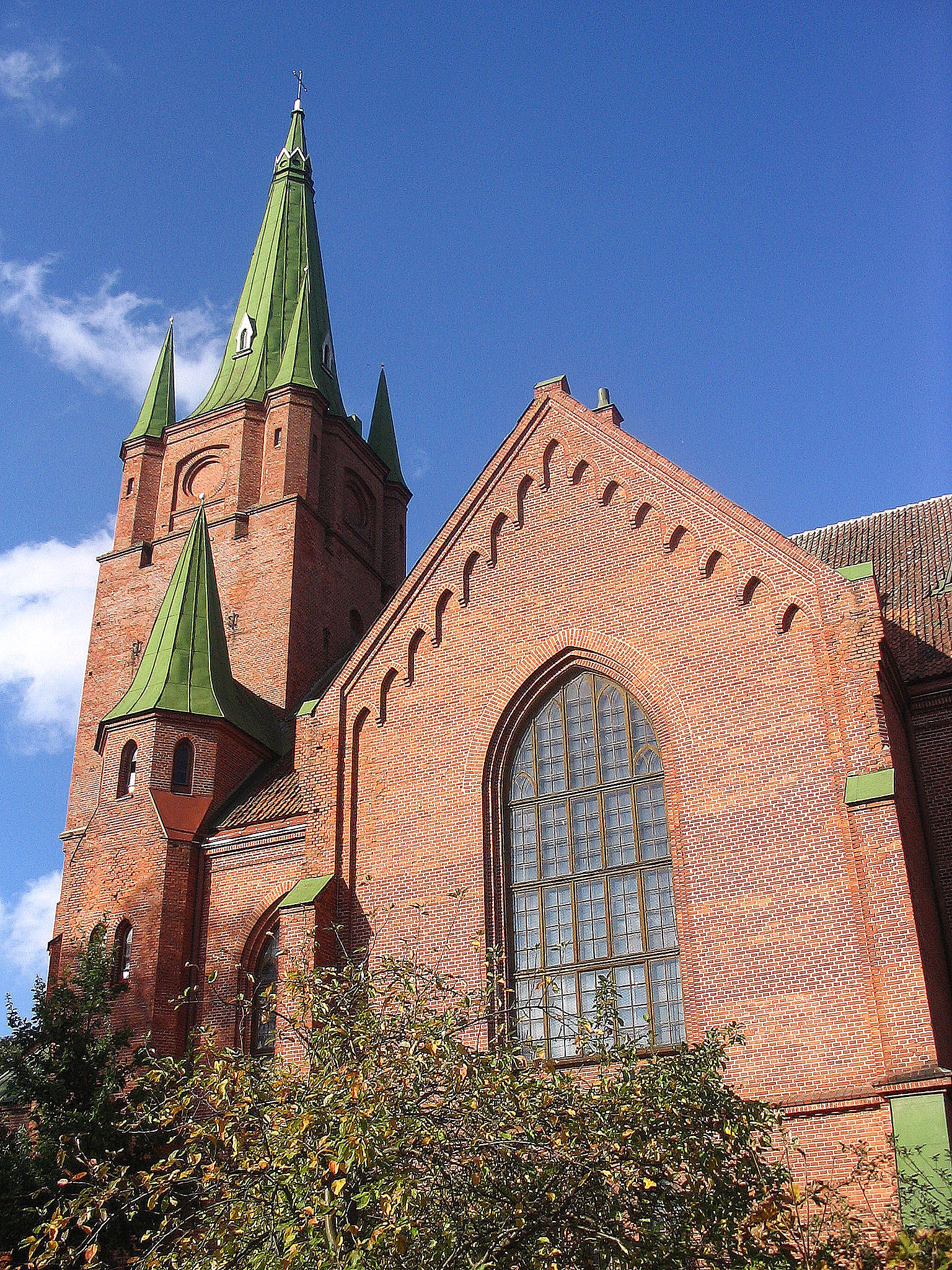
Kościół św. Anny w Goldyndze

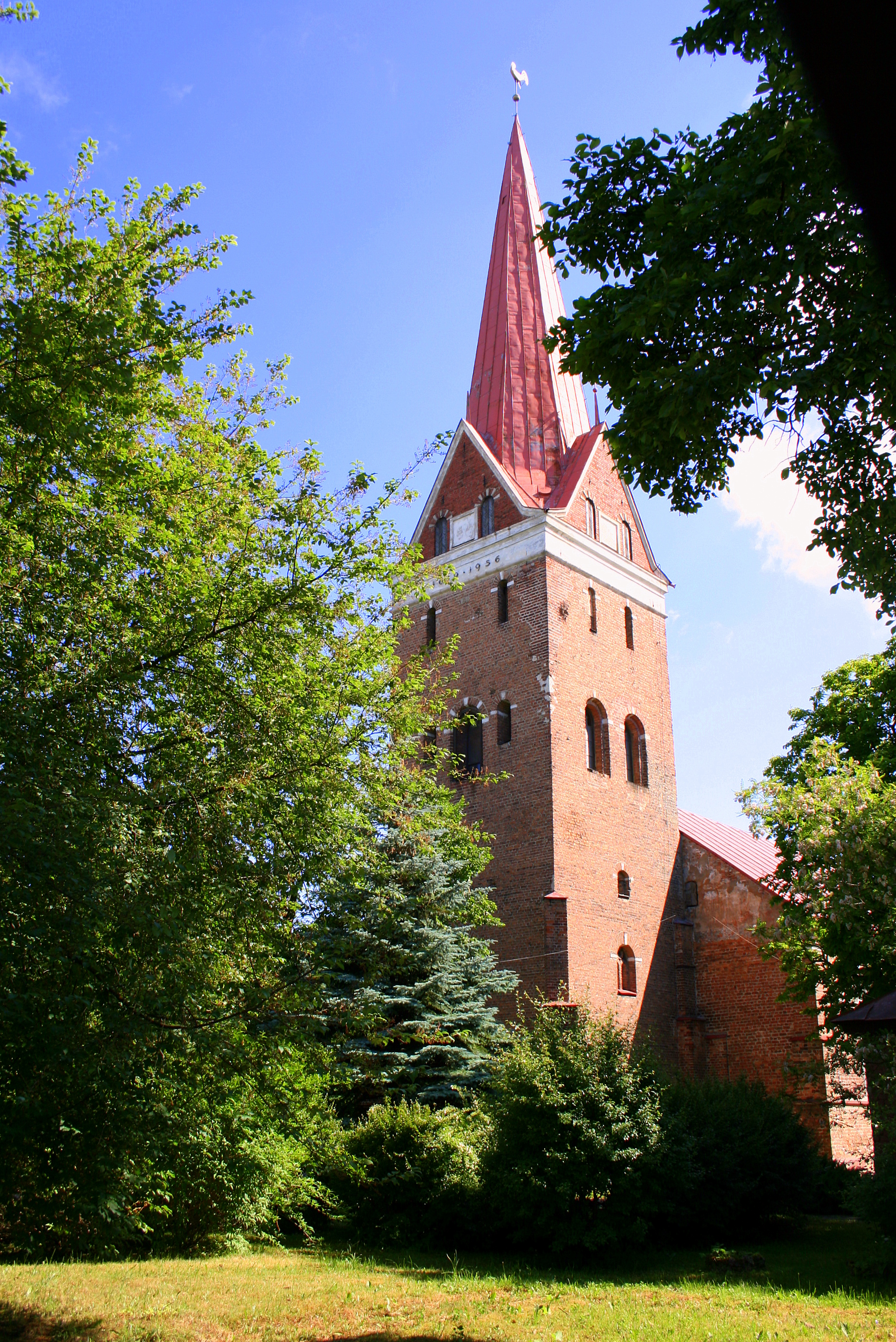
Kościół św. Anny w Jełgawie

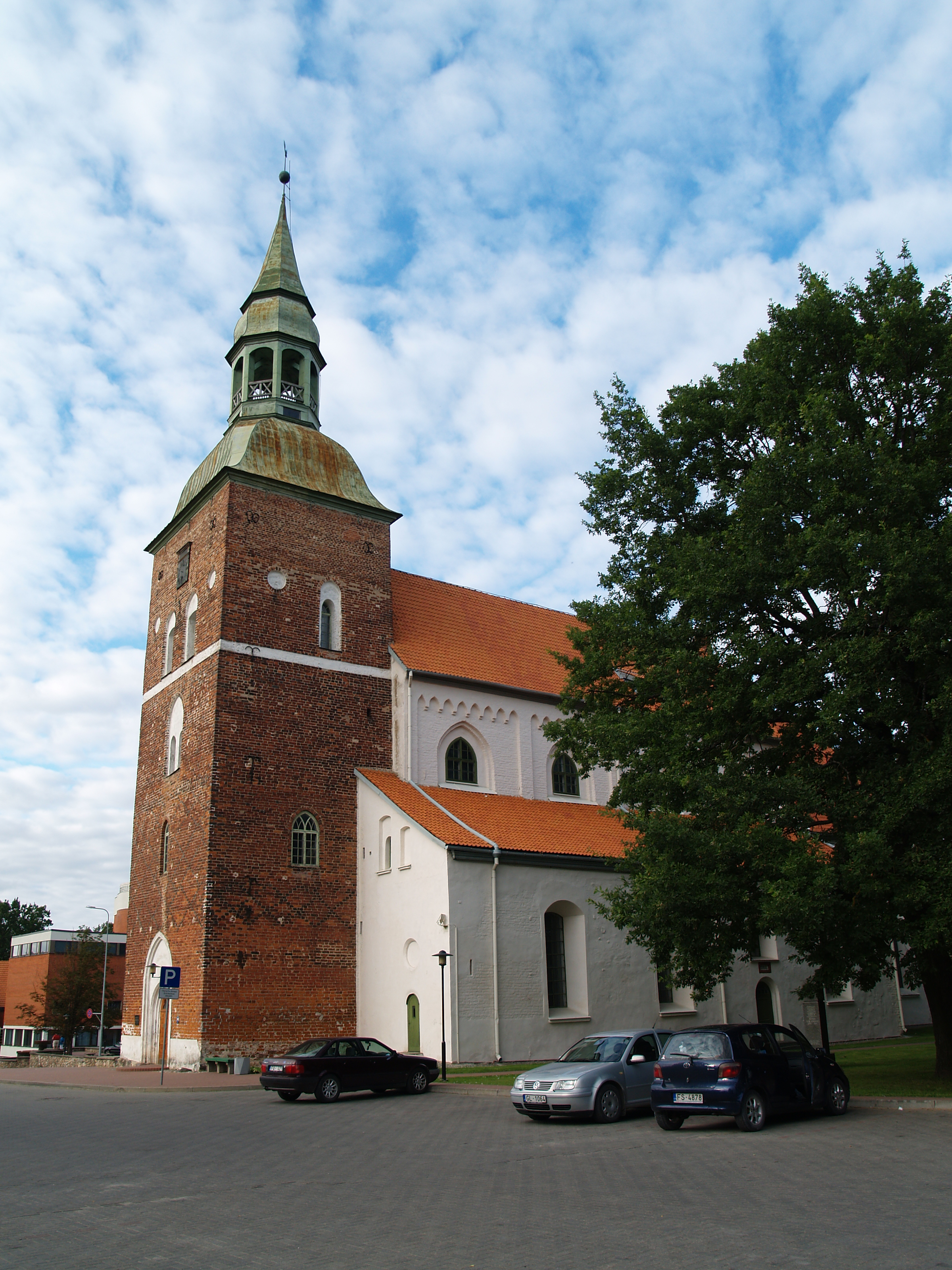
Kościół św. Szymona w Valmierze

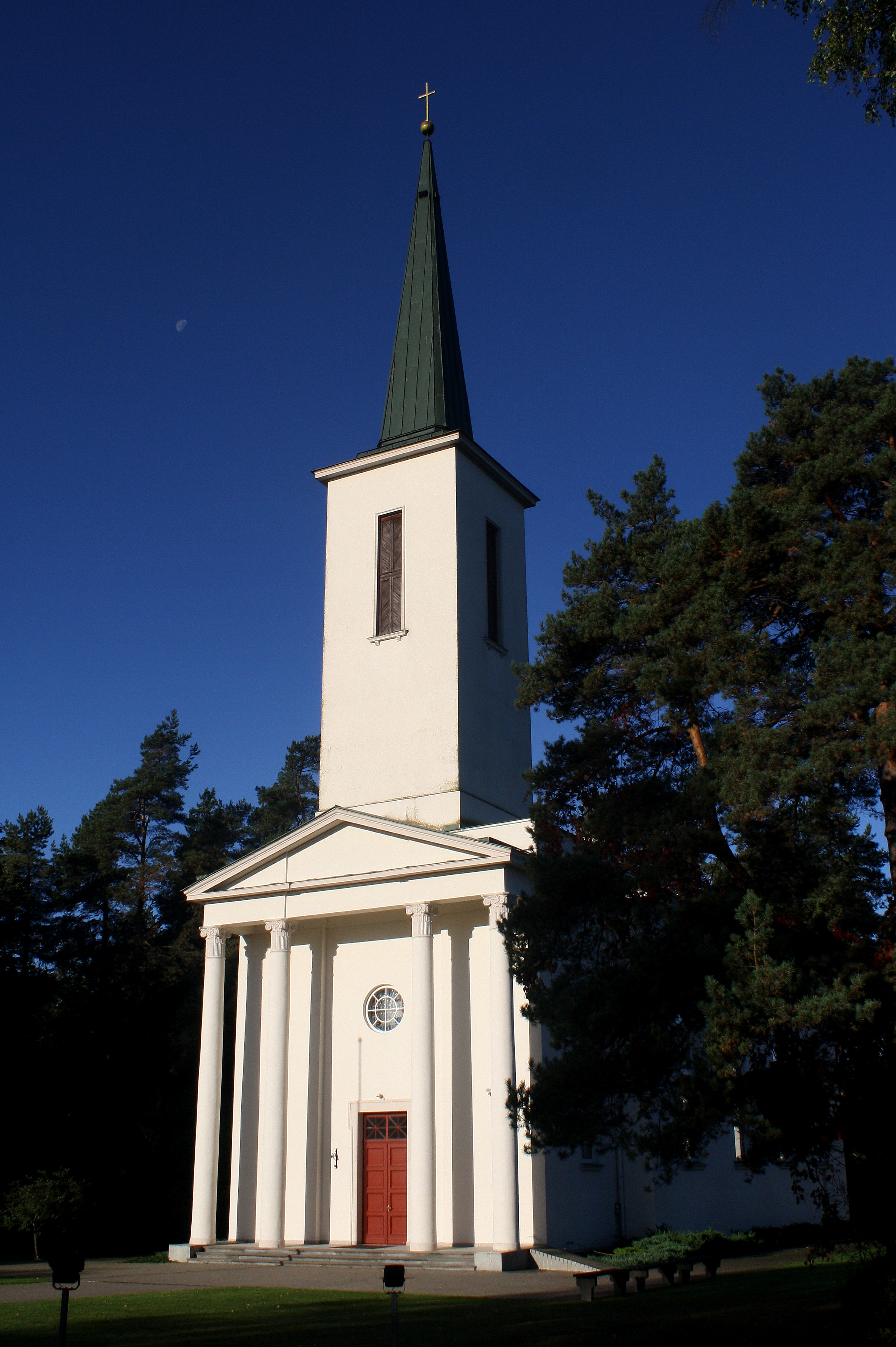
Kościół ewangelicki w Ikšķile

Ewangelicko-Luterański Kościół Łotwy (łot. Latvijas Evaņģēliski luteriskā baznīca, LELB) – kościół luterański na Łotwie. Stanowi najliczniejszą denominację na terenie kraju. W 2016 r. do kościoła luterańskiego należało 700 465 osób.

## Historia
Chrześcijaństwo na terenie obecnej Łotwy zostało zaprowadzone przez zakonnika Meinarda, przybyłego z Niemiec w celu ochrzczenia ludów bałtyckich. W 1186 r. został on pierwszym biskupem Ikšķile.
Po zapoczątkowaniu Reformacji, tereny Łotwy podlegały jej silnym wpływom. Pierwszy zbór ewangelicki został założony w Rydze w 1523 r. Marcin Luter osobiście wystosował do niego list.
W XVIII wieku na Kościół Łotwy wpływ miały pietyzm oraz bracia morawscy.
Uzyskanie przez niepodległości Łotwę zmieniło także strukturę oraz życie duchowe kościoła luterańskiego. W 1919 r. na terenie republiki działały 194 zbory, w tym dwadzieścia o niemieckim charakterze narodowościowym. Powołano również Radę Kościoła, a w 1920 r. odbyło się pierwsze zebranie Synodu. Pierwsi biskupi zostali wybrani w 1922 r. Kārlis Irbe został biskupem zborów łotewskojęzycznych, natomiast P. Poelchau - niemieckojęzycznych. Zostali konsekrowani przez arcybiskupa Nathana Söderbloma z Kościoła Szwecji.
W 1932 r. Synod postanowił o wyborze pierwszego arcybiskupa. Został nim Teodors Grīnbergs.
Do czasu otwarcia w 1919 r. Uniwersytetu Łotwy z Wydziałem Teologicznym, duchowni łotewscy kształcili się na Wydziale Teologii Uniwersytetu w Dorpacie oraz w Niemczech. Do 1934 r. ryski Wydział Teologiczny opuściło ponad stu absolwentów, z których 64 podjęło pracę księdza w zborach łotewskojęzycznych, a 11 – niemieckojęzycznych.
Rozwój działalności kościoła został przerwany przez wybuch II wojny światowej oraz dyskryminację związków wyznaniowych w ZSRR. Po zajęciu Łotwy przez Armię Czerwoną w 1944 r., arcybiskup Teodors Grīnbergs oraz sześćdziesiąt procent innych duchownych luterańskich udało się na emigrację. Kierownictwo kościołem objął Kārlis Irbe, który uważał współpracę z rządem radzieckim za sposób na zagwarantowanie kościołowi niezależności. Został jednak deportowany wraz z pozostałymi aktywnie działającymi duchownymi. O sprawach kościoła zaczęła decydować Rada Do Spraw Kultu Religijnego, podległa Radzie Komisarzy Ludowych ZSRR. Pod nową władzą kościół był dyskredytowany, jego majątek znacjonalizowano, a pastorzy zostali wygnani. Działalność kościoła została ograniczona do sprawowania nabożeństw niedzielnych. W 1954 r. zostały wprowadzone przymusowe zmiany w Ustawie Kościelnej przyjętej w 1928 r., a wybory arcybiskupa były nadzorowane przez aparat państwowy. W związku z tym na arcybiskupa wybrano Gustavsa Tūrsa, którego następcami byli kolejno Pēteris Kleperis oraz Alberts Freijws. Oboje zmarli zaraz po wyborze na stanowisko, nie doczekując swojej konsekracji. W latach 1969–1983 kierownictwo nad kościołem sprawował Jānis Matulis.

## Wiara

### Nauka
Ewangelicko-Luterański Kościół Łotwy uznaje, że Jezus Chrystus jest prawdziwym i jedynym Synem Bożym, który stał się człowiekiem dla zbawienia rodzaju ludzkiego, a przez śmierć na krzyżu i zmartwychwstanie zbawienie to jest dane wszystkim wierzącym.
Podstawą wiary kościoła jest Pismo Święte, którego nauki wyraża apostolskie wyznanie wiary, nicejskie wyznanie wiary i atanazjańskie wyznanie wiary. Jako jeden z kościołów luterańskich, przyjmuje księgi wyznaniowe zawarte w Księdze zgody. Pisma te obejmują Mały katechizm Marcina Lutra, Duży katechizm Marcina Lutra, Wyznanie augsburskie, Obronę Wyznania augsburskiego, Artykuły szmalkaldzkie, Traktat o władzy i prymacie papieża oraz Formułę zgody.
Liturgia jest rozumiana jako publiczny obowiązek ludzi względem Boga, w szczególności poprzez celebrowanie Wieczerzy Pańskiej. Kościół jest określany, zgodnie z Wyznaniem augsburskim, jako społeczność świętych, w której jest celebrowane Słowo Boże oraz udzielane są sakramenty ustanowione przez Jezusa Chrystusa.

### Sakramenty
Sakrament chrztu traktowany jest jako zmycie grzechów i ich przebaczenie. Może być udzielony tylko raz, jako narodzenie dziecka dla Boga do życia w Duchu Świętym. Eucharystia zawiera ciało i krew Jezusa, którego przyjmowanie daje odpuszczenie grzechów, zjednoczenie z Chrystusem i życie wieczne.

### Konfirmacja
W zgodności z pozostałymi kościołami protestanckimi, konfirmacja nie ma charakteru sakramentu, jest ona publicznym potwierdzeniem wiary chrześcijańskiej. Po jego wykonaniu, możliwe jest przystępowanie do Stołu Pańskiego. Tylko osoby konfirmowane mogą być rodzicami chrzestnymi.

## Struktura
Ewangelicko-Luterański Kościół Łotwy w 2015 r. liczył 700 465 członków, z czego aktywnie w życiu parafii uczestniczy jedynie około 10% osób. Podzielony jest na trzy diecezje i szesnaście dekanatów, w skład których wchodzi 288 zborów:
- archidiecezja ryska
  - dekanat ryski
  - dekanat jurmalski
  - dekanat ikskilski
  - dekanat kieski
  - dekanat walmierski
  - dekanat madoński
  - dekanat gulbeński

- diecezja dyneburska
  - dekanat dyneburski
  - dekanat balwiński
  - dekanat selpilski

- diecezja lipawska
  - dekanat bauski
  - dekanat grobiński
  - dekanat jegławski
  - dekanat kandawski
  - dekanat kuldigski
  - dekanat piltyński

## Duchowieństwo
Biskup diecezjalny to przywódca diecezji, któremu władza nadawana jest na mocy sukcesji apostolskiej. Do obowiązków biskupa należy przewodnictwo duchownym pracującym w diecezji, dbanie o jedność kościoła i pielęgnowanie wiary oraz nadzór nad odpowiednim sprawowaniem obrzędów i udzielaniem sakramentów.
Arcybiskupem kościoła jest biskup archidiecezji ryskiej. Jest on reprezentantem kościoła w relacjach z państwem i ekumenicznych, otwiera obrady Synodu oraz przewodniczy Radzie Biskupów.
Dziekan to bezpośredni przełożony i doradca pastorów. Stanowi reprezentanta biskupa. Dziekanem powoływany jest zawsze kapłan, najczęściej z dużym doświadczeniem.
Pastor jest duchownym ordynowanym w Ewangelicko-Luterańskim Kościele Łotwy. Do jego obowiązków należy głoszenie Słowa Bożego, udzielanie sakramentów oraz prowadzenie duchowego przywództwa w zborze i organizacja jego życia religijnego. Od czasu ordynacji do uzyskania pełnej aprobaty biskupa, duchowni pełnią funkcję asystenta pastora. W kościele pracuje 140 ordynowanych pastorów oraz 10 kaznodziejów.
Mianem wikariusza określany jest duchowny nie przypisany do pracy w żadnym konkretnym zborze, a delegowany do innych zadań przez biskupa diecezji.

## Konstytucja Kościoła
Konstytucja Kościoła jest głównym dokumentem regulującym jego ustrój. Określa ona przekonania teologiczne i biblijne, na których oparta jest nauka kościoła, określa też jego misję. Opisuje ona strukturę kościelną, jego procesy administracyjne i prawne, według których kościół jest kierowany oraz sposób podejmowania decyzji w jego łonie. Konstytucja może być zmieniona jedynie w wyniku postanowienia Synodu.

## Organy kościoła

### Synod
Synod jest najwyższym organem decyzyjnym. Spotyka się przynajmniej co trzy lata. Grono delegatów na synod stanowią arcybiskup, biskupi, członkowie Konsystorza, dziekani, księża oraz przynajmniej jeden świecki reprezentant każdego ze zborów. Zadaniem Synodu jest dążenie do jedności w kościele, ratyfikowanie i zmiana Konstytucji Kościoła, zmiany przepisów, ratyfikowanie umów międzykościelnych, powoływanie komisji, wybieranie biskupów diecezjalnych, podejmowanie decyzji dotyczących relacji z państwem oraz innymi związkami wyznaniowymi.

### Pozostałe organy władzy kościelnej
- Rada Biskupów złożona jest ze wszystkich biskupów pracujących w kościele. Stanowi ona najwyższą władzę w sprawach związanych z nauczaniem oraz sprawowaniem sakramentów i liturgii. Ma ona prawo odrzucić ustawę lub przepis kościelny, który stoi w sprzeczności z nauczaniem kościoła lub ingeruje w jego jedność. Kontroluje zgodność nauk z Pismem Świętym i nadzoruję posługę duszpasterzy. Do jej obowiązków należy też zachowanie sukcesji apostolskiej. Rada Biskupów posiada prawo do zwołania Synodu[8].

- Konsystorz stanowi najwyższy organ decyzyjny w czasie pomiędzy zebraniami Synodu. Spotyka się przynajmniej dwa razy do roku w celu zatwierdzenia budżetu kościoła i podjęcia decyzji dotyczących jego polityki. Stanowi też nadzór nad instytucjami kościelnymi oraz jego własnością[8].

- Kapituła składa się z arcybiskupa, biskupów oraz dziekanów. Zajmuje się ona przeprowadzaniem wyborów nowych proboszczów, ratyfikacją członków Konsystorza, przygotowaniem dorocznego przeglądu stanu kościoła, jego życia i aktywności, określaniem standardów edukacyjnych kandydatów na księży oraz innych pracowników kościelnych, zastosowaniem chrześcijańskich programów edukacyjnych[8].

## Kontrowersje

### Ordynacja kobiet
Na posiedzeniu Synodu Kościoła odbywającym się w dniach 3-4 czerwca 2016 r. podjęto decyzję o zakończeniu praktykowanej od 1975 r. ordynacji kobiet na pastorów.
W ramach protestu przeciwko zniesieniu ordynacji kobiet, członkowie parafii św. Krzyża w Lipawie opuścili Ewangelicko-Luterański Kościół Łotwy, przyłączając się do bardziej liberalnego Ewangelicko-Luterańskiego Kościoła Łotwy za granicą. W związku z tym LELB wymienił zamki w budynku kościoła, zamykając go dla członków dawnego zboru. Prowadzone są sprawy sądowe o dostęp do świątyni.

### Homoseksualizm
Po ogłoszeniu otwarcia swojego kościoła przez pastora Mārisa Santsa na osoby homoseksualne oraz chorych na AIDS, 21 maja 2002 r. został on bez ostrzeżenia zawieszony w pełnieniu pracy duszpasterskiej za promocję tolerancyjnej postawy wobec homoseksualizmu. Protest przeciwko zawieszeniu wystosował Juris Cālītis, pastor oraz dziekan Wydziału Teologicznego Uniwersytetu Łotwy. Umożliwił on Santsowi współprowadzenie nabożeństw w kościele anglikańskim. Cālītis został również wydalony z kościoła przez arcybiskupa razem z pastorem Varisem Bogdānovsem za udział w paradzie mniejszości seksualnych (Rīgas Praids) odbywającej się w 2005 r.

## Współpraca z innymi kościołami
Łotewski kościół jest jednym z członków Światowej Federacji Luterańskiej, Światowej Rady Kościołów, Konferencji Kościołów Europejskich i Wspólnoty Porvoo. Od 2001 r. prowadzi współpracę z Kościołem Luterańskim Synodu Missouri.